# Paul Höfer (Prähistoriker)
Paul Höfer (* 11. März 1845 in Craja; † 8. Oktober 1914 in Blankenburg) war ein deutscher Lehrer, Heimatforscher und prähistorischer Archäologe.

## Leben
Er war der Sohn des evangelischen Pastors Karl Höfer und hatte mindestens zwei Geschwister, nämlich den Bruder Hans (Geheimer Regierungsrat) und die Schwester Marie. Nach dem Besuch des Gymnasiums in Mühlhausen studierte er an den Universitäten Halle und Göttingen Philologie, Philosophie und Geschichte. 1870 wurde er zum Dr. phil. promoviert. Danach erfolgte seine Anstellung als Gymnasiallehrer in Göttingen. 1871 wechselte er nach Spandau und 1877 als Oberlehrer an das Francisceum in Zerbst. 1882 ließ er sich in Bernburg nieder.
In der Bernburger Zeit stellte er fest, dass der Beruf des Pädagogen ihn nicht voll erfüllte. Er widmete sich fortan verstärkt wissenschaftlichen Studien und publizierte mehrere Aufsätze. Aufgrund einer zunehmenden Nervenkrankheit legte er 1887 den Lehrerberuf nieder und siedelte zur Erholung nach Nöschenrode bei Wernigerode über. In stiller Zurückgezogenheit wurde er hier wieder gesund und widmete sich wissenschaftlichen Studien, vor allem mehreren Ausgrabungen, wie zum Beispiel auf der Ruine Königsburg, in der er irrtümlich die Jagdpfalz Bodfeld vermutete. 1910 zog Paul Höfer nach Blankenburg (Harz), wo er vier Jahre später durch Freitod starb.
Höfer war Mitglied des Harz-Vereins für Geschichte und Altertumskunde und ehrenamtlicher Konservator des Fürst-Stolberg-Museums in Wernigerode. 1909 wirkte er an der Einrichtung des Altertumsmuseums in Bernburg mit und betreute zuletzt auch das Städtische Museum in Blankenburg. Daneben betätigte er sich auch als Schriftsteller.

## Veröffentlichungen (Auswahl)
- Der Feldzug des Germanicus im Jahre 16 n. Chr. Festschrift. Druckerei Alfred König, Bernburg 1884.
- Die Varusschlacht, ihr Verlauf und ihr Schauplatz. Duncker & Humblot, Leipzig 1888. (Digitalisierte Ausgabe der Universitäts- und Landesbibliothek Düsseldorf).
- Harznovellen. Dessau 1902.
- Archäologische Probleme in der Provinz Sachsen. In: Historische Kommission für die Provinz Sachsen und das Herzogtum Anhalt (Hrsg.): Neujahrsblätter. Nr. 28. Otto Hendel, Halle a. S. 1904, urn:nbn:de:bsz:14-db-id18960851137.
- Die sächsischen Legenden zum Thüringisch-fränkischen Krieg 531 n. Chr. In: Zeitschrift des Vereins für Thüringische Geschichte und Altertumskunde NF 17, 1907, S. 1–80.
- Wider alte und neue Legenden. In: Zeitschrift des Vereins für Thüringische Geschichte und Altertumskunde NF 19, 1909, S. 275–316.
- Die vor- und frühgeschichtlichen Altertümer Thüringens. Verlag C. Kabitzsch (A. Stuber), 1909.